# Ji Yun-Nam
Ji Yun-Nam (nascut a Pyongyang, Corea del Nord, el 20 de novembre del 1976), és un futbolista nord-coreà que actualment juga de lateral esquerra al April 25 de la Lliga nord-coreana de futbol. Ji Yun-Nam, també juga per la selecció de Corea del Nord des del 2006.